# シェルバーン (インディアナ州サリバン郡)
シェルバーン (Shelburn) は、アメリカ合衆国インディアナ州サリバン郡カリー郡区にある町。2010年アメリカ合衆国国勢調査における人口は 1,252人であった。テレホートを中核とする大都市統計地域 (MSA) であるテレホート大都市圏に含まれている。

## 歴史
シェルバーンは、この町を創始したパシャル・シェルバーン (Paschal Shelburn) に因んで名付けられた。シェルバーン郵便局は、1861年に開設されて以来、営業を続けている。

## 地理
シェルバーンの座標上の位置は、北緯39度10分46秒 西経87度23分49秒 / 北緯39.17944度 西経87.39694度 (39.179506, -87.396900) である。
2010年アメリカ合衆国国勢調査によれば、シェルバーンの総面積は0.69平方マイル (1.79 km2)、すべて陸地で水面はない。

## 人口構成

### 2010年国勢調査
2010年アメリカ合衆国国勢調査の時点で、人口 1,252人、485世帯で、334家族がこの町に住んでいた。人口密度は、700.6 人/km2（1814.5人/平方マイル）であった。住宅戸数は 556戸で、平均密度は 311.1戸/km2（805.5戸/平方マイル）であった。人種構成は、96.2% が白人、0.5% がネイティブ・アメリカン、0.6% がアジア系、0.6% がその他の人種となっており、2.2% は2つ以上の人種の混交であった。いずれの人種かに関わらず、ヒスパニックないしラティーノと回答した者は 1.2% であった。
485世帯のうち、36.3% には18歳未満の子どもがおり、44.1% は結婚し同居している夫婦で、16.5% には夫のいない女性世帯主、8.2% には妻のいない男性世帯主がおり、31.1% は家族の定義から外れる世帯であった。全世帯の 23.7% は、単身世帯であり、8.6% は65歳以上の独居高齢者の世帯であった。平均世帯人員は 2.58人、平均家族人員 3.00人であった。
この町の年齢中央値は 37.1 歳であった。年齢階層別では、26.8% が18歳未満、8.3% が18歳から24歳、26% が25歳から44歳、26.5% が45歳から64歳、12.5% が65歳以上であった。男女比では、48.5% が男性、51.5% が女性であった。

### 2000年国勢調査
2000年アメリカ合衆国国勢調査の時点で、人口 1,268人、510世帯で、350家族がこの町に住んでいた。人口密度は、741.8人/km2（1,926.0人/平方マイル）であった。住宅戸数は 585
戸で、平均密度は 342.2戸/km2（888.6戸/平方マイル）であった。人種構成は、97.9% が白人、0.24% がアフリカン・アメリカン、0.08% がネイティブ・アメリカン、0.16% がアジア系、0.39% がその他の人種となっており、1.34% は2つ以上の人種の混交であった。いずれの人種かに関わらず、ヒスパニックないしラティーノと回答した者は 0.55% であった。
510世帯のうち、33.3% には18歳未満の子どもがおり、48.0% は結婚し同居している夫婦で、14.7% には夫のいない女性世帯主がおり、31.2% は家族の定義から外れる世帯であった。全世帯の 27.8% は、単身世帯であり、11.4% は65歳以上の独居高齢者の世帯であった。平均世帯人員は 2.47人、平均家族人員 2.96人であった。
年齢階層別では、27.6% が18歳未満、9.1% が18歳から24歳、26.7% が25歳から44歳、23.9% が45歳から64歳、12.8% が65歳以上であった。年齢中央値は 34 歳であった。女性100人に対する男性の人数は94.2人であった。年齢18歳以上に限ると、91.3人であった。
この町の世帯年収の中央値は $25,714、家族年収の中央値は $30,294 であった。男性の年収中央値は $26,467 で、これに対して女性は $20,521 であった。町の一人当たりの収入は、$12,752 であった。家族のうち 17.0%、人口のうち 18.0% は、貧困線を下回る水準にあり、その中には、18歳未満人口の 24.5%、65歳以上人口の 12.7% が含まれていた。

## 教育
シェルバーンには、サリバン郡公共図書館の分館という形で、公共図書館が設けられている。

## インターアーバン車庫
シェルバーンには、インターアーバン（都市間電気鉄道）の
テレホート・インディアナポリス・イースタン・トラクション・カンパニー (THI&E) が、車庫を構えていた。車庫は、1910年6月から1921年2月にかけて、2期に分けて建設された。車庫の建物は、2015年にアメリカ合衆国国家歴史登録財として登録され、基準Aについて20世紀初頭のインディアナ州における都市間電気鉄道の発達と結びついた交通分野での重要な意義があり、基準Cについて特異なデザインであり、都市間電気鉄道の発達と結びついた建築物であることが認められた。
2017年には、大規模な保存・補修の工事が完成し、屋根が復元され、扉や窓が新しいものに交換され、煉瓦積みが復元補修された。

## 著名人
- ウォルター・ブロック (Walter Bullock) - 脚本家、ソングライター